# Fernanda Da Silva (handbollsspelare)
Fernanda França da Silva, född 25 september 1989 i São Bernardo do Campo, är en brasiliansk tidigare handbollsspelare (vänstersexa). Hon blev världsmästare 2013 med Brasiliens landslag.

## Klubblagskarriär
Fernanda da Silva började spela handboll i Brasilien i klubben Metodista. I februari 2010 värvades hon av den spanska klubben BM Sagunto. Sommaren 2011 kom da Silva till den österrikiska klubben Hypo Niederösterreich, som då hade tecknat ett samarbetsavtal med det brasilianska handbollsförbundet.  Med Hypo vann hon österrikiska mästerskapet och ÖHB-cupen under varje säsong. I EHF Champions League 2012/2013 blev Hypo Niederösterreich utslagna efter den inledande omgången, men kvalificerade sig för den pågående tävlingen cupvinnarcupen i handboll. Här vann Hypo finalen mot den franska klubben Issy Paris Hand. I de två finalmatcherna gjorde brasilianskan totalt tio mål. 
Sommaren 2014 gick hon till rumänska klubben CSM Bukarest. Med CSM Bukarest vann hon mästerskapet 2015 och 2016. Hen vann också EHF Champions League 2016. Sommaren 2016 flyttade hon till den tyska klubben SG BBM Bietigheim.  Från november 2016 tog da Silva en paus på grund av  graviditet. Sommaren 2018 gick Fernanda da Silva till den spanska klubben BM Bera Bera, som hon lämnade i december 2018. Efter ett och ett halvt års paus gick Fernanda da Silva med i den franska mindre klubben Côte Basque Handball, för vilken hon spelade fram till slutet av säsongen 2020/2021.

## Landslagskarriär
Fernanda da Silva spelade först för det brasilianska juniorlandslaget. Med landslaget fick hon silver vid Panamerikanska mästerskapen 2009 och vann  sedan 2011 och 2013 samma mästerskap. 2013 vann hon skytteligan i mästerskapet med 55 mål.  Da Silva slutade sexa med landslaget vid OS 2012 i London. Hon deltog också med Brasilien vid de 16:e panamerikanska spelen i Guadalajara i Mexiko. Där vann laget guldmedaljen.  Vid de 17:e panamerikanska spelen i Toronto vann hon  åter guldmedaljen. Hon deltog även vid olympiska sommarspelen 2016 i Rio de Janeiro. Fernanda da Silva var medlem i den brasilianska truppen vid VM 2009, 2011 2013 och 2015. Vid världsmästerskapet i handboll för damer 2013 i Serbien blev hon världsmästare. Hon har spelat 104 landskamper och gjort 305 mål i landslaget. Inför OS 2016 hade hon spelat 98 landskamper och hon spelade sedan 6 till i OS-turneringen.